# جگدشوادر ۱۳۷
جگدشوادر ۱۳۷ (انگلیسی: Jagdgeschwader 137) هواگرد جنگنده متعلق به آلمان نازی در جنگ جهانی دوم بود.